# Homoneura maquilingensis
Homoneura maquilingensis är en tvåvingeart som beskrevs av Malloch 1929. Homoneura maquilingensis ingår i släktet Homoneura och familjen lövflugor. Inga underarter finns listade i Catalogue of Life.